# Barbara Karel
Barbara Karel (Kampen, 12 maart 1976) is een Nederlands presentatrice, diskjockey, voice-over, en stemactrice.
Ze is bekend geworden op MTV en ook was ze te horen als dj op NPO 3FM. Karel heeft op de Hogeschool voor de Kunsten in Utrecht gezeten en is producent voor reclame- en modefotografie geweest. Tegenwoordig is ze samen met NPO Radio 2-dj Paul Rabbering te horen als voice-over op de televisiezender NPO 3 en in radio- en televisiereclamespotjes.

## Carrière
Tijdens Lowlands 2002 stapte ze op de MTV Crew af om een praatje te maken. Daarna werd ze meteen gevraagd voor een screentest. Op MTV presenteerde Barbara verschillende programma's, zoals Making The Movie en MTV News. Ze presenteerde ook regelmatig verschillende festivals.
Van 23 april 2006 tot 1 september 2009 was Karel dj op 3FM. Ze was daar elke zondag van 18.00 tot 20.00 uur te beluisteren in het programma Bring It On! bij de NCRV. Daarnaast presenteerde ze in de nacht van maandag op dinsdag (01.00 - 04.00 uur) het programma Barbara. Er is regelmatig livemuziek te horen van diverse onbekende bandjes. Op 16 juni 2009 kondigde zij aan per 1 september dat jaar te stoppen met het maken van radio. 
Ze is nu fulltime voice-over voor radio en televisie.

### Privéleven
Karel heeft sinds 2005 een relatie met vj en dj Amir Charles. Ze hebben twee zoons en een dochter.

### Trivia
- Karel heeft de serie Ten Oorlog gepresenteerd. Dit is een onderdeel van het nationaal schoolexamen.